# Жалсары
Жалсары (каз. Жалсары, до 1994 г. — Дивинка) — село в Кокпектинском районе Абайской области Казахстана. Входит в состав Улкен Букенского сельского округа. Код КАТО — 635035300.

## История
Основано в 1916 г. В 1924 г. селение Дивинское (Джан-Сары) состояло из 14 дворов. Входило в состав Кокпектинской волости Зайсанского уезда Семипалатинской губернии.

## Население
В 1999 году население села составляло 231 человек (132 мужчины и 99 женщин). По данным переписи 2009 года, в селе проживало 159 человек (98 мужчин и 61 женщина).